# DSA-170
La DSA-170 es una carretera perteneciente a la Red Primaria de la Diputación Provincial de Salamanca, que une la autovía A-66 E-803 con la carretera SA-102.

## Recorrido
La carretera DSA-170 tiene su origen en la intersección con las carreteras A-66 E-803, N-630 y DSA-250 a su paso por el término municipal de La Cabeza de Béjar y termina en la intersección SA-102 en el término municipal de Santibáñez de Béjar. formando parte de la Red de carreteras de Salamanca.
Atraviesa la localidad de La Cabeza de Béjar.
| La Cabeza de Béjar (Intersección con / ) - Santibáñez de Béjar (Intersección con ) | La Cabeza de Béjar (Intersección con / ) - Santibáñez de Béjar (Intersección con ) | La Cabeza de Béjar (Intersección con / ) - Santibáñez de Béjar (Intersección con ) | La Cabeza de Béjar (Intersección con / ) - Santibáñez de Béjar (Intersección con ) | La Cabeza de Béjar (Intersección con / ) - Santibáñez de Béjar (Intersección con ) | La Cabeza de Béjar (Intersección con / ) - Santibáñez de Béjar (Intersección con ) | La Cabeza de Béjar (Intersección con / ) - Santibáñez de Béjar (Intersección con ) | La Cabeza de Béjar (Intersección con / ) - Santibáñez de Béjar (Intersección con ) | La Cabeza de Béjar (Intersección con / ) - Santibáñez de Béjar (Intersección con ) | La Cabeza de Béjar (Intersección con / ) - Santibáñez de Béjar (Intersección con ) | La Cabeza de Béjar (Intersección con / ) - Santibáñez de Béjar (Intersección con ) |
| Esquema                                                                            | PK                                                                                 | Sentido Santibáñez de Béjar                                                        | Sentido Santibáñez de Béjar                                                        | Sentido Santibáñez de Béjar                                                        | Sentido Santibáñez de Béjar                                                        | Sentido La Cabeza de Béjar                                                         | Sentido La Cabeza de Béjar                                                         | Sentido La Cabeza de Béjar                                                         | Sentido La Cabeza de Béjar                                                         | Incidencias                                                                        |
| Esquema                                                                            | PK                                                                                 | Velocidad                                                                          | Elemento                                                                           | Salida                                                                             | Salida                                                                             | Salida                                                                             | Salida                                                                             | Elemento                                                                           | Velocidad                                                                          | Incidencias                                                                        |
| Esquema                                                                            | PK                                                                                 | Velocidad                                                                          | Elemento                                                                           | Dir.                                                                               | Nombre                                                                             | Nombre                                                                             | Dir.                                                                               | Elemento                                                                           | Velocidad                                                                          | Incidencias                                                                        |
| ---------------------------------------------------------------------------------- | ---------------------------------------------------------------------------------- | ---------------------------------------------------------------------------------- | ---------------------------------------------------------------------------------- | ---------------------------------------------------------------------------------- | ---------------------------------------------------------------------------------- | ---------------------------------------------------------------------------------- | ---------------------------------------------------------------------------------- | ---------------------------------------------------------------------------------- | ---------------------------------------------------------------------------------- | ---------------------------------------------------------------------------------- |
|                                                                                    | 0,0                                                                                |                                                                                    |                                                                                    | Guijuelo                                                                           | Guijuelo                                                                           | Guijuelo                                                                           |                                                                                    |                                                                                    |                                                                                    |                                                                                    |
| Fuentes de Béjar Ledrada                                                           | 0,0                                                                                |                                                                                    |                                                                                    |                                                                                    |                                                                                    |                                                                                    |                                                                                    |                                                                                    |                                                                                    |                                                                                    |
| Camino agrícola                                                                    | 0,0                                                                                |                                                                                    |                                                                                    |                                                                                    |                                                                                    |                                                                                    |                                                                                    |                                                                                    |                                                                                    |                                                                                    |
| Nava de Béjar                                                                      | 0,0                                                                                |                                                                                    |                                                                                    |                                                                                    |                                                                                    |                                                                                    |                                                                                    |                                                                                    |                                                                                    |                                                                                    |
| La Cabeza de Béjar Santibáñez de Béjar Todas direcciones                           | 0,0                                                                                |                                                                                    |                                                                                    |                                                                                    |                                                                                    |                                                                                    |                                                                                    |                                                                                    |                                                                                    |                                                                                    |
|                                                                                    | 0,1                                                                                |                                                                                    |                                                                                    | Béjar Cáceres                                                                      | Béjar Cáceres                                                                      |                                                                                    |                                                                                    |                                                                                    |                                                                                    |                                                                                    |
|                                                                                    | 0,2                                                                                |                                                                                    |                                                                                    |                                                                                    |                                                                                    | Guijuelo Salamanca                                                                 | Guijuelo Salamanca                                                                 |                                                                                    |                                                                                    |                                                                                    |
|                                                                                    | 0,3                                                                                |                                                                                    |                                                                                    |                                                                                    | Nava de Béjar                                                                      | Nava de Béjar                                                                      |                                                                                    |                                                                                    |                                                                                    |                                                                                    |
|                                                                                    | 0,3                                                                                | La Cabeza de Béjar Santibáñez de Béjar                                             |                                                                                    |                                                                                    |                                                                                    |                                                                                    |                                                                                    |                                                                                    |                                                                                    |                                                                                    |
|                                                                                    | 0,3                                                                                | Camino agrícola                                                                    |                                                                                    |                                                                                    |                                                                                    |                                                                                    |                                                                                    |                                                                                    |                                                                                    |                                                                                    |
|                                                                                    | 0,3                                                                                | Fuentes de Béjar Ledrada Guijuelo Todas direcciones                                |                                                                                    |                                                                                    |                                                                                    |                                                                                    |                                                                                    |                                                                                    |                                                                                    |                                                                                    |
|                                                                                    | 1,1                                                                                |                                                                                    |                                                                                    | LA CABEZA DE BÉJAR                                                                 | LA CABEZA DE BÉJAR                                                                 | LA CABEZA DE BÉJAR                                                                 | LA CABEZA DE BÉJAR                                                                 |                                                                                    |                                                                                    |                                                                                    |
|                                                                                    | 1,4                                                                                |                                                                                    |                                                                                    | LA CABEZA DE BÉJAR                                                                 | LA CABEZA DE BÉJAR                                                                 | LA CABEZA DE BÉJAR                                                                 | LA CABEZA DE BÉJAR                                                                 |                                                                                    |                                                                                    |                                                                                    |
|                                                                                    | 5,800                                                                              |                                                                                    |                                                                                    |                                                                                    | Sorihuela Béjar                                                                    | Sorihuela Béjar                                                                    | Sorihuela Béjar                                                                    |                                                                                    |                                                                                    |                                                                                    |
|                                                                                    | 5,800                                                                              | Santibáñez de Béjar Piedrahíta                                                     |                                                                                    |                                                                                    |                                                                                    |                                                                                    |                                                                                    |                                                                                    |                                                                                    |                                                                                    |